# Sunset Mission
A Sunset Mission a Bohren und der Club of Gore együttes 2000-ben megjelent harmadik nagylemeze. Ez volt az együttes első albuma, melyen Christoph Clöser működött közre.

## Számlista
1. Prowler – 5:03
2. On Demon Wings – 7:01
3. Midnight Walker – 7:17
4. Street Tattoo – 9:51
5. Painless Steel – 5:47
6. Darkstalker – 5:43
7. Nightwolf – 16:31
8. Black City Skyline – 5:50
9. Dead End Angels – 10:25

## Közreműködők
- Morten Gass – zongora
- Christoph Clöser – tenor szaxofon
- Thorsten Benning – dobok
- Robin Rodenberg – basszusgitár